# Dean Craig
Dean Craig (* 25. Oktober 1974 in London) ist ein britischer Drehbuchautor und Filmregisseur.

## Leben
Dean Craig war zunächst als Story Editor für Gesellschaften wie BBC Films und Miramax tätig. 2006 erschien mit Caffeine sein Filmdebüt als Drehbuchautor. Er ist überwiegend im humoristischen Segment tätig, zu seinen Werken gehören Filme wie Sterben für Anfänger oder die BBC-Serie Off the Hook. Sein Schaffen umfasst mehr als ein Dutzend Produktionen.
Als Regisseur inszenierte er 2003 und 2004 je einen Kurzfilm. 2020 erschien sein Regiedebüt Love Wedding Repeat.

## Filmografie (Auswahl)
- 2006: Caffeine
- 2007: Sterben für Anfänger (Death at a Funeral)
- 2009: Off the Hook (Fernsehserie, sieben Folgen)
- 2010: Sterben will gelernt sein (Death at a Funeral)
- 2011: Die Trauzeugen (A Few Best Men)
- 2015: Moonwalkers
- 2016: Carrie Pilby
- 2017: Hit the Road (Fernsehserie, acht Folgen)
- 2019: Der Hund bleibt (Mon chien Stupide)
- 2020: Love Wedding Repeat (auch Regie)
- 2022: The Honeymoon (Drehbuch und Regie)
- 2022: The Estate – Erben leicht verkackt (The Estate, Drehbuch und Regie)